# Monochamus sudanicus
Monochamus sudanicus är en skalbaggsart som beskrevs av Stefan von Breuning 1948. Monochamus sudanicus ingår i släktet Monochamus och familjen långhorningar. Inga underarter finns listade i Catalogue of Life.